# Lista de cursos de água de Ituiutaba
Esta é uma Lista de Cursos de água de Ituiutaba, Minas Gerais, Brasil. Os cursos de água estão agrupados segundo a bacia de drenagem dos rios a que pertencem. A identação da lista é tal que apresenta, para cada rio, seus afluentes ordenados de jusante para montante.

## PorBacia de Drenagem

### Bacia de Drenagem do Rio Paranaíba

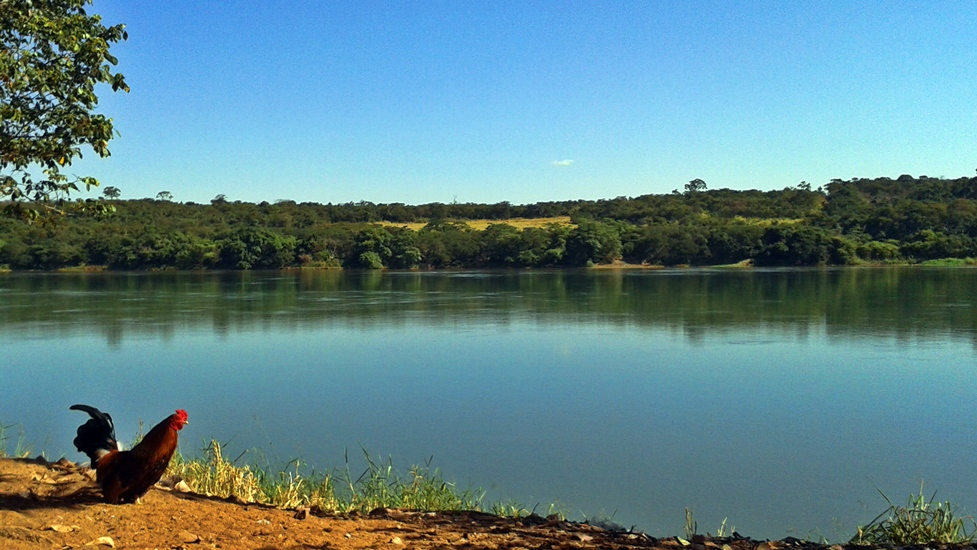
Rio Paranaíba

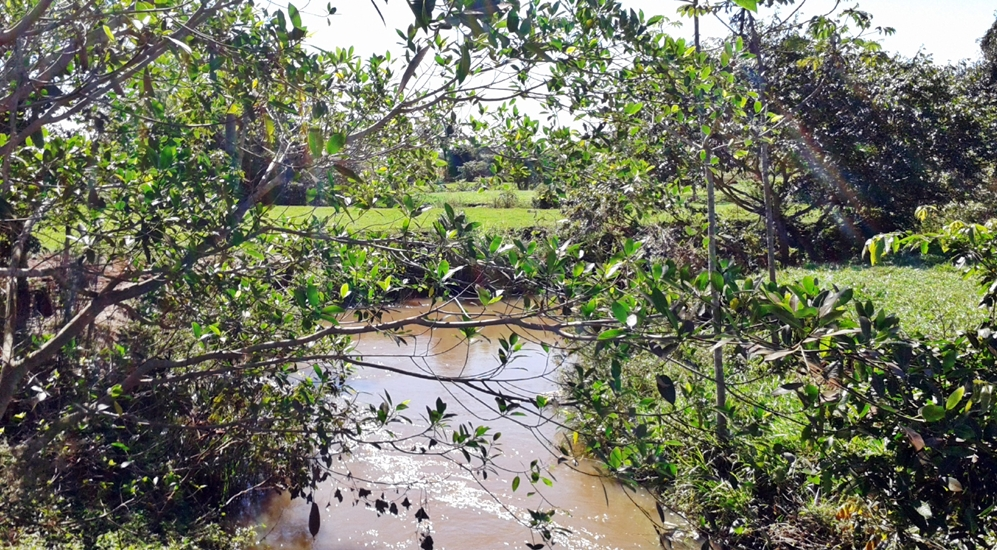
Ribeirão das Três Barras

- Rio Paranaíba[3][6]

- - Córrego do Monte Azul[6]
    - Córrego dos Olhos D'água
    - Córrego Corguinho
    - Córrego do Buriti[5][6][11][12][13]
      - Córrego Lambari
      - Córrego Barreiro

  - Córrego Baixada Roxa
  - Ribeirão das Três Barras[5][6][10]

### Bacia de Drenagem do Rio Tijuco
- Rio Tijuco (ou Tejuco)[3]

- - Córrego do Macuco[6]
  - Rio da Prata (Minas Gerais)[3][6]
  - Córrego do Mosquito[6]
    - Córrego das Abelhas

  - Córrego D'Antas[6]
  - Córrego da Lagoa[6]
  - Córrego do Retirinho[6]
    - Córrego do Açude
    - Córrego das Palmeiras
    - Córrego da Forquilha

  - Córrego do Arroz[6]
    - Córrego da Floresta

  - Córrego da Canoa[6]
  - Córrego da Poldra[6]
  - Córrego do Lobo[6]
  - Córrego do Baixadão[6]
  - Ribeirão dos Baús[5][6]
    - Córrego das Pontinhas
    - Córrego do Baú Velho
      - Córrego José Inácio

    - Córrego do Buriti Comprido
    - Córrego do Espraiado
      - Córrego do Buritizinho
      - Córrego Forquilha

    - Córrego do Lobo
    - Córrego do Buriti
    - Córrego Pouso Frio
    - Córrego da Serra da Aroeira
    - Córrego Vai-e-vem

  - Córrego do Retiro[6]
  - Córrego do Coelho[6]
  - Córrego da Água Suja[6]
    - Córrego do Campo Alegre

  - Córrego do Saco[6]
    - Córrego do Lajeado

  - Córrego dos Bugres[6]
  - Córrego da Areia[6]
  - Córrego do Bebedouro[6]
    - Córrego do Barro Preto
      - Córrego do Retiro

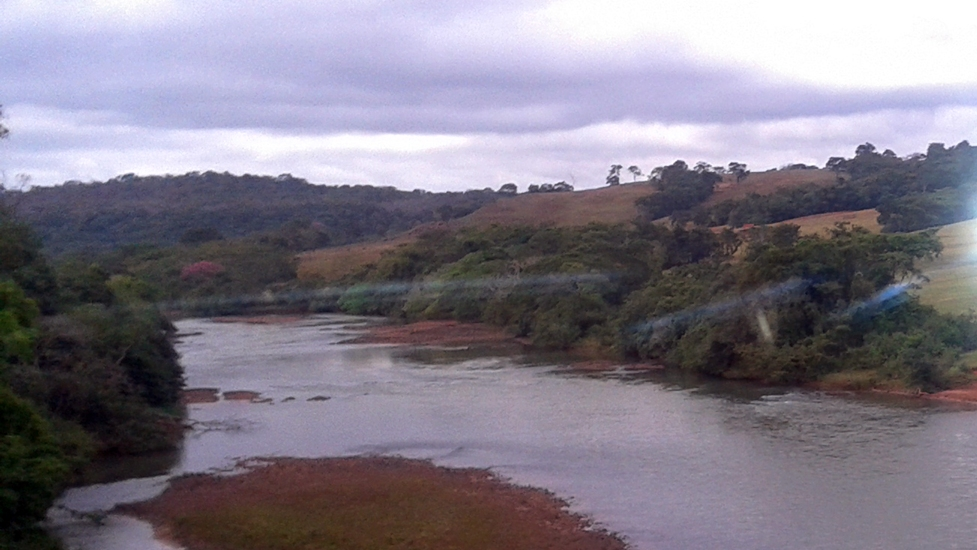
Rio Tijuco

  - Córrego da Divisa (Margem direita)[6]
    - Córrego Olhos D'Água

  - Córrego da Divisa (Minas Gerais)[5][6]
  - Córrego do Café[5][6]
  - Córrego da Água Azul[7]
  - Córrego da Água Amarela[7]
    - Córrego da Cachoeirinha

  - Ribeirão São José (ou Córrego Sujo)[5]
    - Córrego do Carmo
      - Córrego Pirapitinga (ou Pirapitanga)[5][7]
        - Córrego Buriti (Minas Gerais)[5][7]

      - Córrego do Lobo (Minas Gerais)[5][7]
      - Córrego do Desbarrancado[5][7]

  - Córrego da Lagoa[5][7]
  - Córrego da Fortuna[7]
  - Ribeirão São Lourenço[5][7]

- -     - Córrego do Burrinho
    - Córrego do Poção
    - Córrego da Bomba
    - Córrego do Retiro
    - Córrego do Periquito
    - Córrego Manga-larga
    - Córrego da Porteira
    - Córrego do Candinho
    - Córrego Monjolinho
    - Córrego do Grotão
      - Córrego da Furna Grande
      - Córrego Gouveia

    - Córrego Franco
    - Córrego Maria Coelho
    - Córrego da Estiva
      - Córrego Furna do Retiro

    - Córrego da Lagoa[5]
    - Córrego do Açude

  - Córrego dos Pilões[5][7]

- -     - Córrego da Mamona
      - Córrego da Fazenda Velha

    - Córrego da Aroeira
    - Córrego da Serra

  - Córrego do Triângulo[7]
  - Córrego do Capão Rico[7]
    - Córrego da Cachoeirinha

  - Córrego do Lajeado[7]
    - Córrego do Açude

  - Córrego da Caçada[7]
    - Córrego da Taboca
    - Córrego do Retirinho

  - Córrego da Cutia[5][7]
  - Córrego do Açude[7]

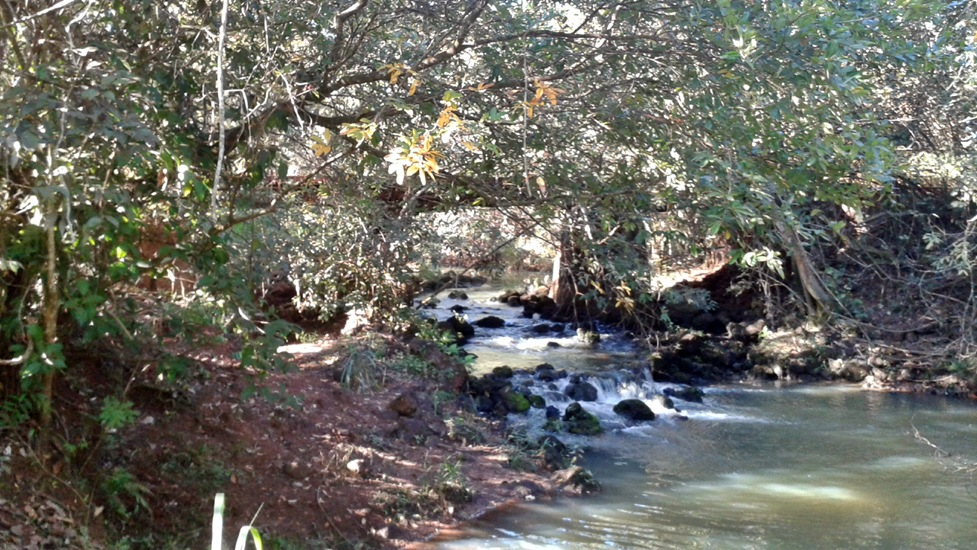
Ribeirão São Lourenço

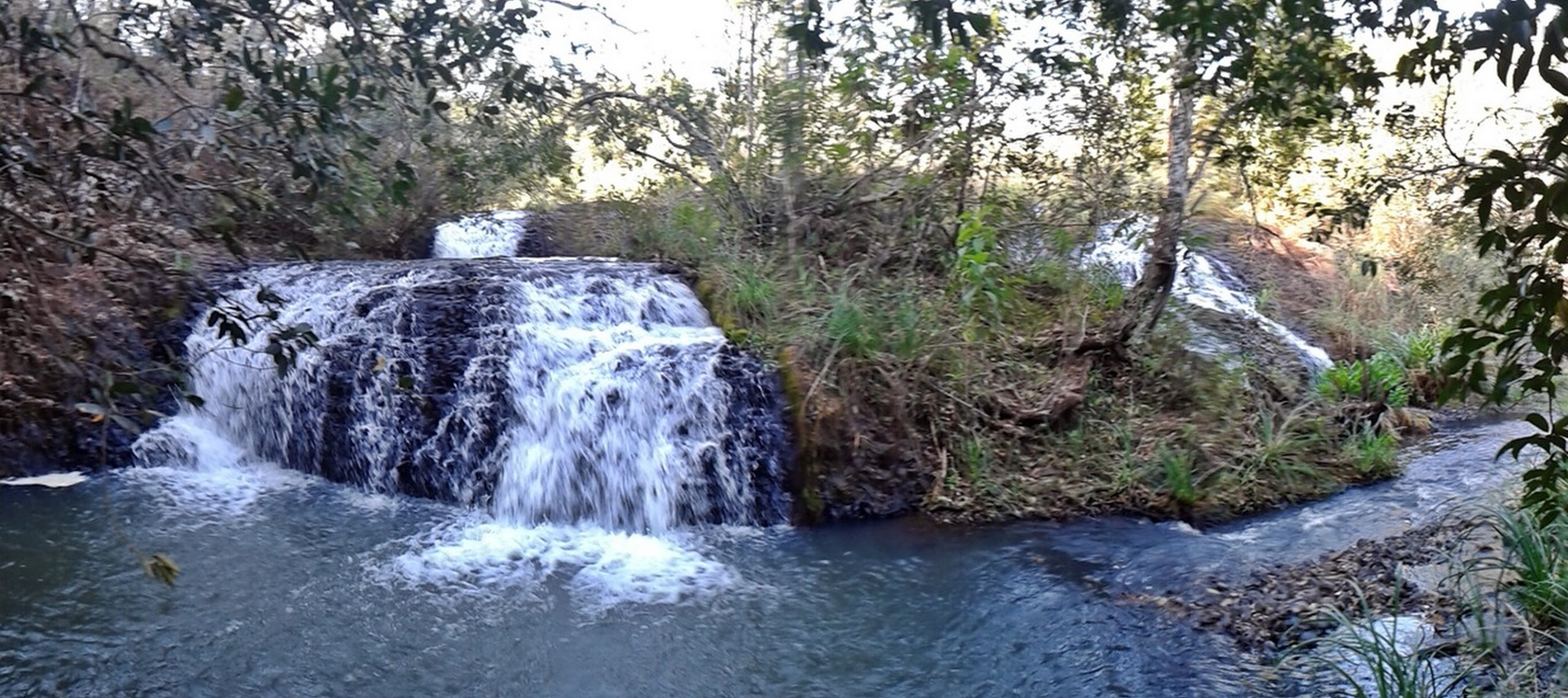
Córrego dos Pilões

  - Ribeirão Santa Rita (Minas Gerais)[5][7]

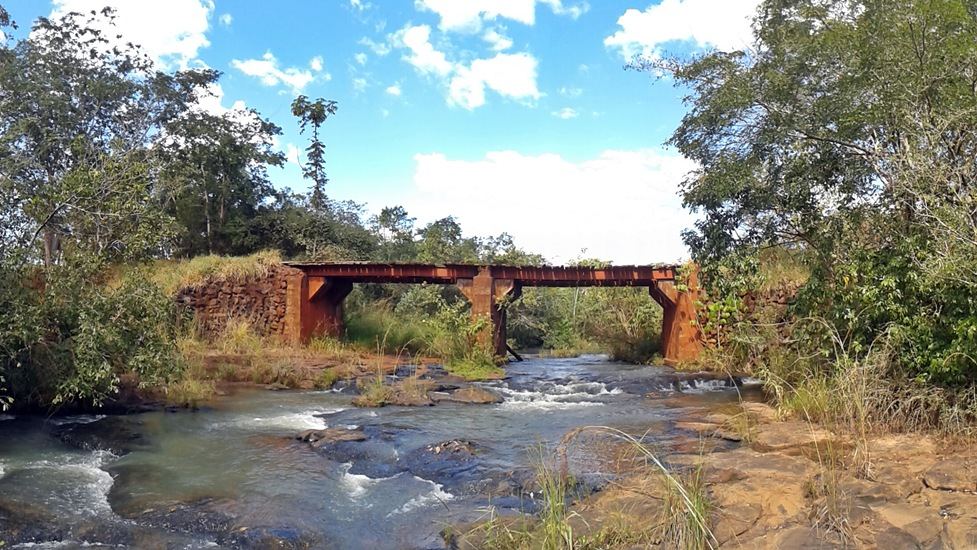
Ribeirão Santa Rita

- -     - Córrego do Açude
      - Córrego Boa Vista

    - Córrego da Taboca
    - Córrego Areado

  - Córrego do Pati[7]
  - Córrego José de Paula[5][7]

### Bacia de Drenagem do Rio da Prata

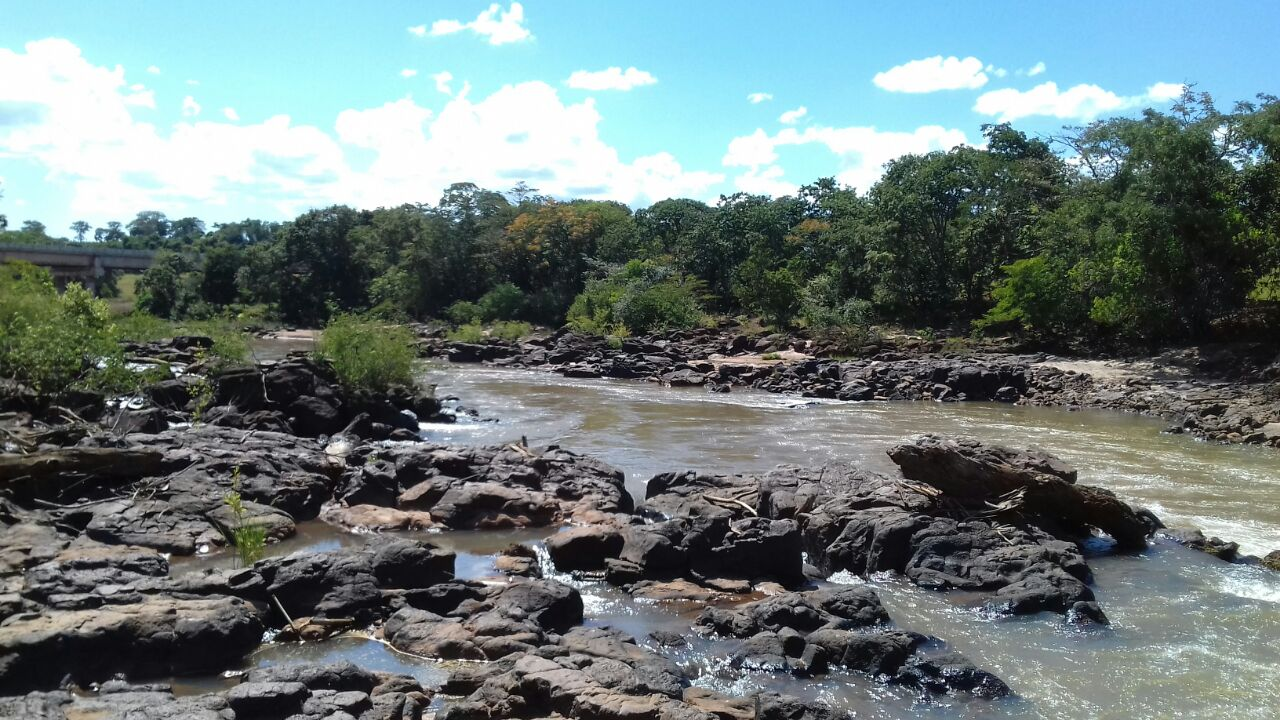
Rio da Prata

- Rio da Prata (Minas Gerais)[3][8]

- - Córrego da Medeia[6]
  - Córrego do Matão[6]
  - Córrego da Rocinha[6]
  - Córrego do Pontal[6]
  - Córrego Mateirinha[6]
  - Córrego da Taboca[6]
  - Córrego do Desenganado[8]
    - Córrego da Bandeira
      - Córrego Pindaíba

    - Córrego Seco

  - Córrego da Calçada[8]
  - Córrego do Barreiro[8]
  - Córrego da Vertente Comprida[8]
  - Córrego Guariroba[8]
    - Córrego Zé Natal

  - Córrego Fundo[8]
    - Córrego do Ovo

  - Córrego do Macaco[8]
  - Córrego Galho Alto[8]
  - Ribeirão São Vicente[5][8]
    - Córrego Ribeirão do Arroz
    - Córrego do Marimbondo
    - Córrego da Forquilha
    - Córrego Barreiro
    - Córrego da Areia
    - Córrego do Saltador

  - Córrego da Picada[8]
  - Córrego da Aldeia[8]
    - Córrego do Barreiro
    - Córrego do Barreirinho
    - Córrego do Caldeirão

  - Córrego do Clemente[8]
  - Córrego do Saltinho[8]
  - Córrego da Sucuri[8]
  - Córrego do Meio[8]
  - Córrego Capão Rico[8]
  - Rio Douradinho[3][5][8]
    - Córrego do Barreiro

  - Córrego Monjolinho[5][8]
  - Córrego da Chácara[8]
  - Córrego do Cipó[8]
  - Córrego da Pontinha[8]
  - Córrego do Matadouro[8]
  - Ribeirão São Gabriel[5][8]
    - Córrego do Pantano[5][8]
      - Córrego Olhos D'água
      - Córrego Bananal
        - Córrego da Estiva
        - Córrego do Tope

      - Córrego Moquém
      - Córrego Cambaúba

    - Córrego Barreiro[5][8]

  - Córrego da Divisa (Ituiutaba)[5][9]